# Punta Alta (l'Albagés)
La Punta Alta és una muntanya de 431 metres que es troba al municipi de l'Albagés, a la comarca catalana de les Garrigues.